# Yeonmu-eup
Yeonmu-eup (koreanska: 연무읍) är en köping i kommunen Nonsan i provinsen Södra Chungcheong i den centrala delen av Sydkorea, 160 km söder om huvudstaden Seoul.